# Associazione Calcio Fiorentina 1937-1938
Questa voce raccoglie le informazioni riguardanti l'Associazione Calcio Fiorentina nelle competizioni ufficiali della stagione 1937-1938.

## Stagione

Dante Di Benedetti.

La Fiorentina retrocede in Serie B. La squadra occupa l'ultimo posto in classifica già dopo i primi turni, ed alla ventesima giornata si ritrova nettamente staccata rispetto al resto del gruppo.
Bastano poche cifre per riassumere la stagione dei toscani: partite vinte 3, perse 18, reti all'attivo 28, reti al passivo 60.
In Coppa Italia la squadra viene eliminata ai sedicesimi dal Liguria, in seguito al 3-2 dopo i tempi supplementari subito nella ripetizione della prima partita, terminata sull'1-1.
Ad allenare la squadra c'è Baccani, poi sostituito da Molnár.

## Rosa
| N. |                   | Ruolo | Calciatore                 |
| -- | ----------------- | ----- | -------------------------- |
|    | Italia (bandiera) | P     | Ugo Innocenti              |
|    | Italia (bandiera) | P     | Gino Baggiani              |
|    | Italia (bandiera) | P     | Gino Gori                  |
|    | Italia (bandiera) | D     | Renato Tori                |
|    | Italia (bandiera) | D     | Lorenzo Gazzari (capitano) |
|    | Italia (bandiera) | D     | Italo Pizziolo             |
|    | Italia (bandiera) | D     | Renzo Magli                |
|    | Italia (bandiera) | D     | Ancillotto Ancillotti      |
|    | Italia (bandiera) | D     | Carlo Piccardi             |
|    | Italia (bandiera) | D     | Fernando Lomi              |
|    | Italia (bandiera) | D     | Gino Lemmetti              |
|    | Italia (bandiera) | C     | Teresio Traversa           |
|    | Italia (bandiera) | C     | Achille Piccini            |

| N. |                   | Ruolo | Calciatore         |
| -- | ----------------- | ----- | ------------------ |
|    | Italia (bandiera) | C     | Renzo Giovannoni   |
|    | Italia (bandiera) | C     | Ugo Conti          |
|    | Italia (bandiera) | C     | Cherubino Comini   |
|    | Italia (bandiera) | C     | Raffaele Rossini   |
|    | Italia (bandiera) | C     | Mario Mannelli     |
|    | Italia (bandiera) | A     | Geo Bortolini      |
|    | Italia (bandiera) | A     | Vinicio Viani      |
|    | Italia (bandiera) | A     | Mario Serra        |
|    | Italia (bandiera) | A     | Ugo Cerroni        |
|    | Italia (bandiera) | A     | Giovanni Barberis  |
|    | Italia (bandiera) | A     | Dante Di Benedetti |
|    | Italia (bandiera) | A     | Alfonso Negro      |

## Risultati

### Serie A

#### Girone di andata
| Arbitro: | Barlassina (Novara) |

|                                                |           |  |
| Michelini 7’ Scaramelli 34’ Michelini 46’, 48’ | Marcatori |  |

| Arbitro: | Mattea (Torino) |

|                           |           |           |
| Viani II 41’ Barberis 87’ | Marcatori | 22’ Maini |

| Arbitro: | Salvagno (Trieste) |

|          |           |  |
| Servetti | Marcatori |  |

| Arbitro: | Ciamberlini (Genova) |

|                                                                 |           |              |
| Meazza 6’ Frossi 18’ Meazza 73’ (rig.) Ferrara I 88’ Frossi 90’ | Marcatori | 33’ Viani II |

| Arbitro: | Scorzoni (Bologna) |

|          |           |            |
| Conti 1’ | Marcatori | 20’ Grossi |

| Arbitro: | Scotto (Savona) |

|                                 |           |  |
| Nicolosi 23’ Mian 56’ Biagi 71’ | Marcatori |  |

| Arbitro: | Zelocchi (Modena) |

|              |           |                 |
| Mannelli 48’ | Marcatori | 36’ (aut.) Tori |

| Arbitro: | Mattea (Torino) |

|                                |           |           |
| Baberis 23’ Bortolini 29’, 43’ | Marcatori | 53’ Crola |

| Arbitro: | Scarpi (Dolo) |

|                               |           |               |
| Andreoli 48’ Romagnoli II 71’ | Marcatori | 56’ Viabni II |

| Arbitro: | Ciamberlini (Genova) |

|                     |           |                           |
| Negro 82’ Conti 88’ | Marcatori | 33’ Trevisan 69’ Pasinati |

| Arbitro: | Scorzoni (Bologna) |

|                    |           |  |
| Baldi III 26’, 29’ | Marcatori |  |

| Arbitro: | Mazzarini (Roma) |

|                                                 |           |                   |
| Tori 6’ (aut.) Bonizzoni 40’ (rig.) Moretti 84’ | Marcatori | 31’ (aut.) Loetti |

| Arbitro: | Mattea (Torino) |

|                     |           |                            |
| Traversa 85’ (rig.) | Marcatori | 59’ Pomponi 73’ Capaccioli |

| Arbitro: | Barlassina (Novara) |

|           |           |            |
| Negro 27’ | Marcatori | 73’ Busani |

| Arbitro: | Scorzoni (Bologna) |

|                        |           |                     |
| Ciancamerla 71’ (rig.) | Marcatori | 53’ (rig.) Traversa |

#### Girone di ritorno
| Arbitro: | Scorzoni (Bologna) |

|                 |           |                                                |
| Di Benedetti 7’ | Marcatori | 4’, 61’ Subinaghi 44’ Mascheroni 75’ Michelini |

| Bologna 23 gennaio 1938 17ª giornata | Bologna        | 0 – 0 | Fiorentina | Stadio del Littoriale\| Arbitro: \| Mazza (Genova) \| |
| Arbitro:                             | Mazza (Genova) |       |            |                                                       |

| Arbitro: | Dattilo (Roma) |

|             |           |                             |
| Cerroni 63’ | Marcatori | 10’ Barsanti 59’ Arcari III |

| Arbitro: | Mattea (Torino) |

|  |           |                           |
|  | Marcatori | 26’, 55’, 87’ Ferraris II |

| Arbitro: | Zelocchi (Modena) |

|            |           |  |
| Grossi 16’ | Marcatori |  |

| Arbitro: | Scorzoni (Bologna) |

|           |           |                                 |
| Comini 5’ | Marcatori | 29’ Mian 83’ Prato 87’ Venditto |

| Arbitro: | Scarpi (Dolo) |

|                                                                   |           |                   |
| Varglien II 5’ De Filippis 15’ Tomasi 16’ Bellini 18’ Gabetto 21’ | Marcatori | 62’, 82’ Viani II |

| Arbitro: | Saracini (Ancona) |

|             |           |              |
| Spinola 50’ | Marcatori | 10’ Viani II |

| Firenze 13 marzo 1938 24ª giornata | Fiorentina      | 0 – 0 | Lucchese | Stadio Giovanni Berta\| Arbitro: \| Mattea (Torino) \| |
| Arbitro:                           | Mattea (Torino) |       |          |                                                        |

| Arbitro: | Mastellari (Bologna) |

|                          |           |            |
| Pasinati 6’ Colaussi 85’ | Marcatori | 40’ Comini |

| Arbitro: | Pirovano (Monza) |

|           |           |                           |
| Conti 51’ | Marcatori | 26’ Vallone 44’ D'Odorico |

| Arbitro: | Scarpi (Dolo) |

|  |           |              |
|  | Marcatori | 27’ Antonini |

| Arbitro: | Bertolio (Torino) |

|              |           |            |
| Lombatti 72’ | Marcatori | 65’ Comini |

| Arbitro: | Moretti (Genova) |

|                                                |           |  |
| Capri 8’ Piola 12’, 18’ Marchini 55’ Piola 61’ | Marcatori |  |

| Arbitro: | Dellarole (Roma) |

|                                          |           |  |
| Viani II 6’, 86’ Bortolini 40’ Conti 63’ | Marcatori |  |

### Coppa Italia
| Arbitro: | Pirovano (Monza) |

|           |           |           |
| Crola 62’ | Marcatori | 14’ Conti |

| Arbitro: | Zelocchi (Modena) |

|                   |           |                             |
| Viani II 49’, 65’ | Marcatori | 59’, 60’ Zanni 104’ Peretti |

## Statistiche

### Statistiche di squadra
| Competizione | Punti | In casa | In casa | In casa | In casa | In casa | In casa | In trasferta | In trasferta | In trasferta | In trasferta | In trasferta | In trasferta | Totale | Totale | Totale | Totale | Totale | Totale | DR  |
| Competizione | Punti | G       | V       | N       | P       | Gf      | Gs      | G            | V            | N            | P            | Gf           | Gs           | G      | V      | N      | P      | Gf     | Gs     | DR  |
| ------------ | ----- | ------- | ------- | ------- | ------- | ------- | ------- | ------------ | ------------ | ------------ | ------------ | ------------ | ------------ | ------ | ------ | ------ | ------ | ------ | ------ | --- |
| Serie A      | 15    | 15      | 3       | 5       | 7       | 19      | 24      | 15           | 0            | 4            | 11           | 9            | 36           | 30     | 3      | 9      | 18     | 28     | 60     | -32 |
| Coppa Italia |       | 1       | 0       | 0       | 1       | 2       | 3       | 1            | 0            | 1            | 0            | 1            | 1            | 2      | 0      | 1      | 1      | 3      | 4      | -1  |
| Totale       |       | 16      | 3       | 5       | 8       | 21      | 27      | 16           | 0            | 5            | 11           | 10           | 37           | 32     | 3      | 10     | 19     | 31     | 64     | -33 |

### Statistiche dei giocatori
| Giocatore       | Serie A  | Serie A | Coppa Italia | Coppa Italia | Totale   | Totale |
| Giocatore       | Presenze | Reti    | Presenze     | Reti         | Presenze | Reti   |
| --------------- | -------- | ------- | ------------ | ------------ | -------- | ------ |
| A. Ancillotti   | 3        | 0       | 0            | 0            | 3        | 0      |
| G. Baggiani     | 21       | -43     | 2            | -4           | 23       | -47    |
| G. Barberis     | 17       | 2       | 0            | 0            | 17       | 2      |
| G. Bortolini    | 16       | 3       | 1            | 0            | 17       | 3      |
| U. Cerroni      | 5        | 1       | 0            | 0            | 5        | 1      |
| C. Comini       | 12       | 3       | 0            | 0            | 12       | 3      |
| U. Conti        | 24       | 4       | 2            | 1            | 26       | 5      |
| D. Di Benedetti | 9        | 1       | 0            | 0            | 9        | 1      |
| L. Gazzari      | 26       | 0       | 0            | 0            | 26       | 0      |
| R. Giovannoni   | 5        | 0       | 0            | 0            | 5        | 0      |
| G. Gori         | 8        | -12     | 0            | -0           | 8        | -12    |
| U. Innocenti    | 1        | -5      | 0            | -0           | 1        | -5     |
| F. Lomi         | 6        | 0       | 2            | 0            | 8        | 0      |
| G. Lemmetti     | 2        | 0       | 0            | 0            | 2        | 0      |
| R. Magli        | 18       | 0       | 1            | 0            | 19       | 0      |
| M. Mannelli     | 14       | 2       | 2            | 0            | 16       | 2      |
| A. Negro        | 24       | 2       | 2            | 0            | 26       | 2      |
| A. Piccini      | 21       | 0       | 2            | 0            | 23       | 0      |
| C. Piccardi     | 8        | 0       | 0            | 0            | 8        | 0      |
| I. Pizziolo     | 4        | 0       | 1            | 0            | 5        | 0      |
| R. Rossini      | 4        | 0       | 0            | 0            | 4        | 0      |
| M. Serra        | 3        | 0       | 1            | 0            | 4        | 0      |
| R. Tori         | 30       | 0       | 2            | 0            | 32       | 0      |
| T. Traversa     | 29       | 3       | 2            | 0            | 31       | 3      |
| V. Viani        | 20       | 7       | 2            | 2            | 22       | 9      |